# Château de Dunstaffnage
Le château de Dunstaffnage, partiellement en ruine, se trouve à 4,8 km au nord nord-est d'Oban, dans la division administrative écossaise d'Argyll and Bute. Il se trouve sur un conglomérat, sur un promontoire au sud-ouest de l'entrée du Loch Etive, et il est entouré sur trois côtés par la mer. Le château remonte au XIIIe siècle, ce qui en fait l'un des plus vieux châteaux d'Écosse en pierre, dans un ensemble local incluant le château de Sween et le château de Tioram. Contrôlant un endroit stratégique, il fut construit par les MacDougall, seigneurs de Lorn, et fut possession du Clan Campbell depuis le XVe siècle. À ce jour, il y a un capitaine héréditaire de Dunstaffnage, bien qu'il ne réside plus au château. Dunstaffnage est maintenu par Historic Scotland et ouvert au public, bien que le corps de garde reste propriété privée du capitaine. Le préfixe gaélique dun du nom signifie « fort », tandis que le reste provient du vieux norrois stafr-nis où nis signifie « promontoire » et stafr peut s'interpréter comme « bâton ».

## Histoire

### Avant Dunstaffnage
Avant la construction du château, une forteresse de Dal Riada nommée Dun Monaidh pourrait s'être trouvée sur le site, remontant jusqu'au VIIe siècle,,. Il fut attesté par John Monipennie en 1612 que la pierre du destin était gardée sur ce site après avoir été amenée d'Irlande, et avant d'avoir été déplacée au Palais de Scone en 1843. Cependant, il est aussi probable qu'il ait pu s'agir d'Iona ou de Dunadd étant donné leurs rapports avec les rois de Dal Riada.

### Les MacDougall

Armoiries du Clan MacDougall.

Le château fut construit dans le second quart du XIIIe siècle comme le siège de Donnchadh mac Dubhghaill (soit Duncan MacDougall), seigneur de Lorn et petit-fils de Somerled, Roi de Man. Donncladh fut attaqué sans succès par son frère Uspak Haakon, aidé de Norvégiens, qui décéda ultérieurement dans une attaque contre le Château de Rothesay avec des forces scandinaves. Donncladh voyagea à Rome en 1237, et fut le fondateur du prieuré voisin d'Ardchattan. Son fils Eóghan hérita du titre dans les années 1240, et étendit l'influence des MacDougall, se proclamant lui-même « roi des îles ». Il est probable qu'il ait commandité les trois tours rondes dans le château, ainsi que des agrandissements intérieurs,,.
Lorsque Alexandre III d'Écosse repoussa l'influence scandinave en Argyll, les MacDougall soutinrent la monarchie écossaise et le fils d'Eóghan, Alexander, fut le premier sherriff d'Argyll en 1293 (ce qui correspond à un poste élevé dans la justice). Cependant, les guerres d'indépendance de l'Écosse débutèrent quelques années plus tard et les MacDougall prirent parti pour Jean d'Écosse : ils furent défaits par l'adversaire de celui-ci, Robert de Brus, à la bataille de la passe de Brander en 1308 et 1309 et, après un court siège, Robert prit le contrôle du château de Dunstaffnage,.

### Forteresse royale
À présent propriété de la couronne, le château fut contrôlé par une série de gardiens. À la suite de la bataille d'Inverlochy en 1431, Jacques Ier d'Écosse prit le château où se trouvaient ses ennemis. En 1455, James Douglas, 9e comte de Douglas, resta au château sur son chemin pour aller négocier avec John MacDonald, Seigneur des Îles. Ceci faisait suite à l'attaque de Jacques II d'Écosse contre le pouvoir des Douglas et conduira à la signature du traité de Westerminster-Ardtornish. Un autre gardien, John Stewart de Lorn, était un rival d'Alan MacDougall, et fut poignardé alors qu'il se rendait à son mariage dans la chapelle de Dunstaffnage en 1463, mais il survécu assez longtemps pour prononcer ses vœux. Bien que MacDougall prit le château, il en fut dépossédé par Jacques III d'Écosse qui l'accorda à Colin Campbell, 1e comte d'Argyll en 1470.

### Le Clan Campbell

Armoiries du Clan Campbell.

Les comtes d'Argyll nommèrent des capitaines pour s'occuper de Dunstaffnage et le garder en état en leur nom. Des modifications furent faites aux bâtiments, en particulier au corps de garde, qui fut reconstruit vers ce moment. Les Campbell étaient des alliés loyaux de la maison royale et Dunstaffnage était utilisée comme base pour les expéditions du gouvernement entre autres contre les MacDonald, seigneurs des îles, durant le XVe et XVIe siècles. Jacques IV d'Écosse s'y rendit à deux reprises.
Dunstaffnage fut le théâtre d'évènements de la guerre civile, tenant contre l'armée du marquis de Montrose en 1644. Le château fut brûlé par les troupes royalistes à la suite de l'échec du soulèvement du 9ecomte d'Argyll en 1685 contre le roi catholique Jacques VII,. Pendant la rébellion jacobite entre 1715 et 1745, le château fut occupé par les troupes du gouvernement. Flora MacDonald, qui avait aidé Charles Édouard Stuart à s'échapper d'Écosse, y fut brièvement emprisonnée sur son chemin vers la prison de Londres.

### Déclin et restauration
Les Campbell continuèrent de faire des ajouts au château, construisant une nouvelle maison à la place de ce qui s'élevait à l'ouest en 1725. Cependant, le reste du château était déjà en train de se délabrer et il fut ravagé par un feu accidentel en 1810, à la suite de quoi les capitaines cessèrent d'y vivre pour aller à Dunstaffnage House, 2 km au sud-est, qui brûla à son tour en 1940. Un locataire vivait dans la maison construite en 1725 dans le château jusqu'en 1888.
Des travaux de restauration furent entrepris en 1903 par le duc d'Argyll, propriétaire du château. Ils furent suivis en 1912 d'un procès devant la Court of Session, plus importante institution juridique d'Écosse, qui décida que Angus Campbell, 20e capitaine héréditaire, avait le droit de résider au château en dépit du fait qu'il soit la propriété du comte d'Argyll. Les travaux furent retardés par la Première Guerre mondiale, et l'ensemble de la restauration envisagée ne fut jamais terminé,. En 1958, le 21e capitaine et le duc acceptèrent de confier le château au soin de l'État, et il reste la propriété de Historic Scotland. Le château et sa chapelle sont des monuments classés de catégorie A et des monuments historiques (Scheduled Ancien Monuments).

## Description

### Murs

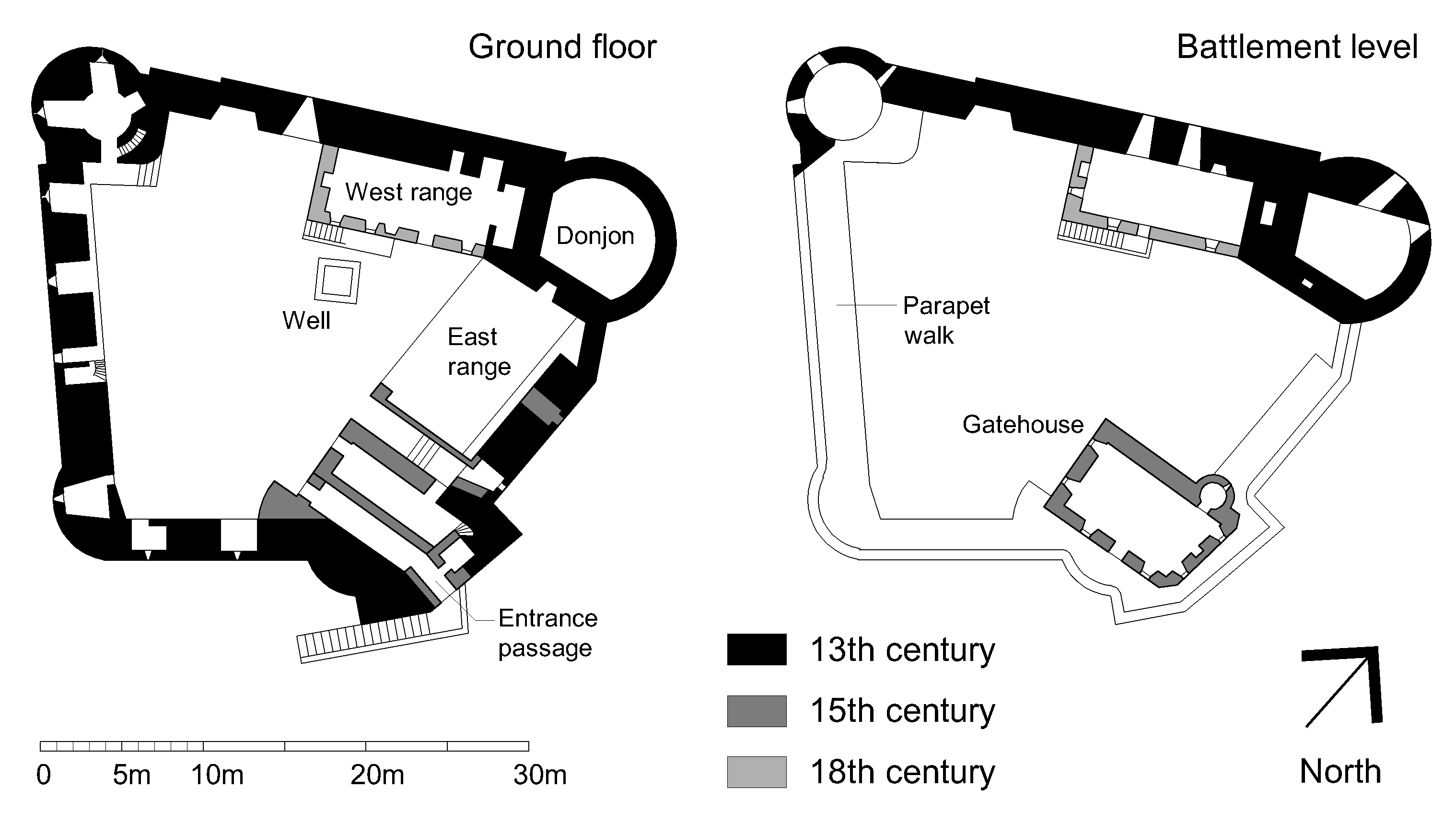
Plans du château.

Dunstaffnage est une structure quadrangulaire irrégulière très puissante, avec des tours arrondies à trois de ses angles. Le château mesure approximativement 35 par 30 m et a une circonférence d'environ 120 m. Les murs sont faits de couches de pierres avec un parement de grès et se dressent jusqu'à 18 m, ce qui prend en compte le conglomérat sur lequel se trouve le château. Les murs ont jusqu'à 3 m d'épaisseur, fournissant une défense efficace pour ce château situé à un emplacement hautement stratégique, gardant l'entrée du Loch Etive et le défilé de Brander au-delà, et s'élevant de nos jours au-dessus d'une vue splendide. Le parapet d'origine, qui autrefois suivait l'ensemble des murs, est maintenant disparu, et il a été partiellement restauré avec de nouvelles dalles de pierre. Les meurtrières pour les flèches, plus tard converties pour les canons, sont les seules ouvertures. Des canons de cuivres récupérés des navires naufragés de l'invincible Armada furent temporairement montés sur les murs.

### Tours rondes

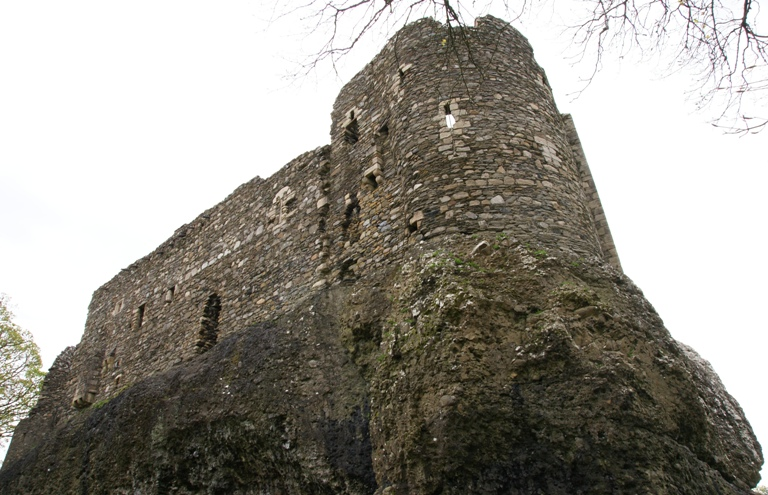
Une des trois tours d'angle.

Peu après la construction des murs du château, trois tours rondes furent construites sur aux angles nord, ouest et est. La tour nord, ou le donjon, est la plus large. Elle était à l'origine dotée de trois ou quatre étages et abritait probablement les quartiers personnels du seigneur. La tour ouest est presque interne, saillant à peine au-delà du coin arrondi du mur d'enceinte, et on peut seulement y accéder par le parapet. Son sous-sol contient une fosse servant de prison, dont l'accès se faisait par l'étage supérieur. La tour est fut presque entièrement reconstruite à la fin du XVe siècle comme corps de garde. Il est probable que chaque tour ait à l'origine été surmontée d'un toit conique.

### Corps de garde

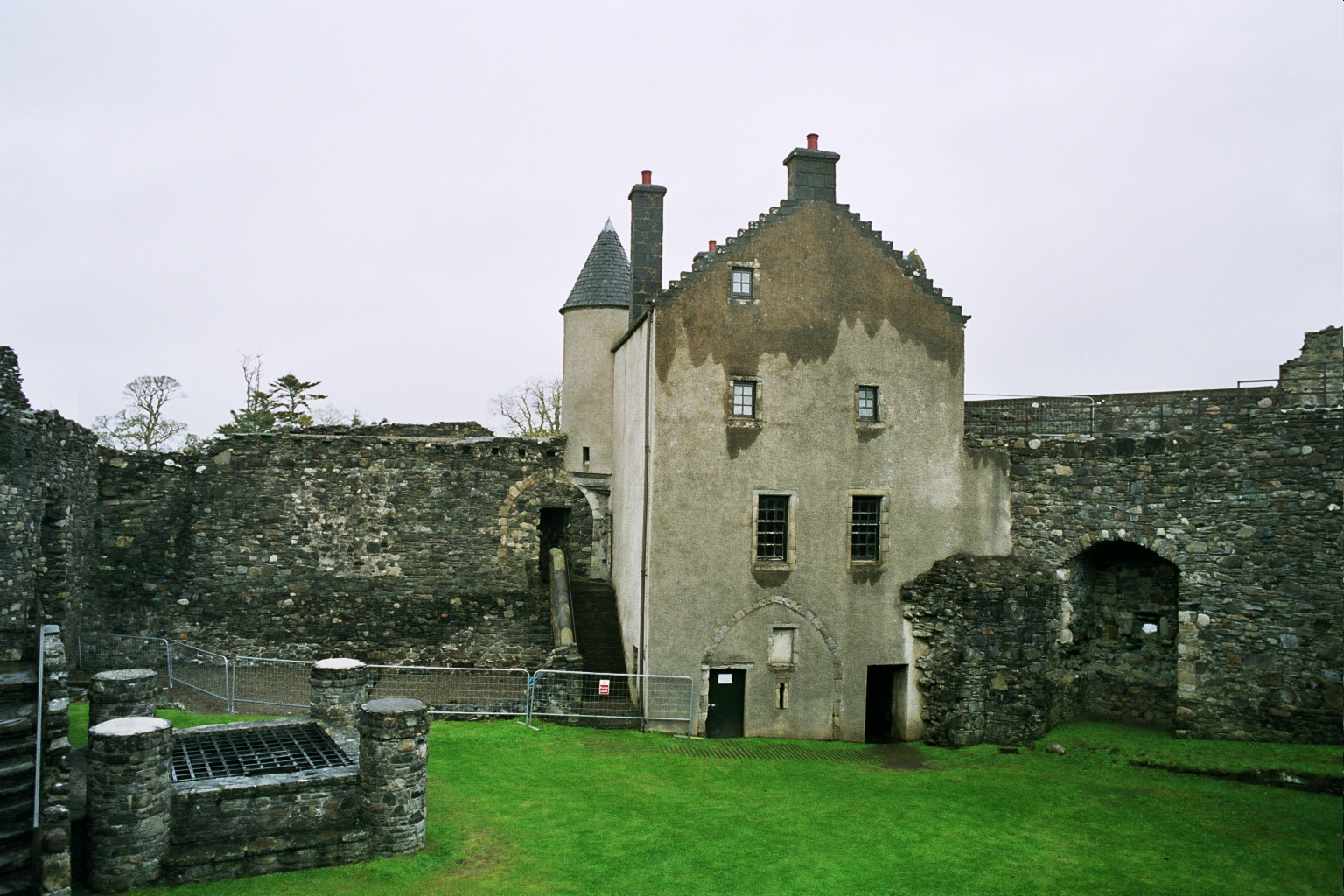
Le corps de garde avec des restes de la première rangée sur la gauche.

Le corps de garde fut construit par les Campbell à la fin du XVe siècle en remplacement de la tour arrondie du coin est. Il prend la forme d'une maison tour et utilise la technique écossaise du harling pour le revêtement. Le passage d'entrée traverse la moitié du sous-sol voûté, tandis que l'autre moitié forme les pièces pour les gardes avec des meurtrières faisant face à l'entrée du château. L'entrée d'origine était constituée d'un pont-levis, mais elle a été remplacée par celle actuelle, un escalier de pierre. La tour fut remodelée au XVIIIe siècle afin d'offrir des salles de réception et une suite privée. Les lucarnes au sommet sont couvertes par les frontons de la maison de 1725 et portent la date, les armes des Campbell, et les initiales AEC et DLC respectivement pour Aeneas Campbell, 11e capitaine, et sa femme Dame Lilias. Les frontons furent déplacés là durant les travaux de restauration de 1903.

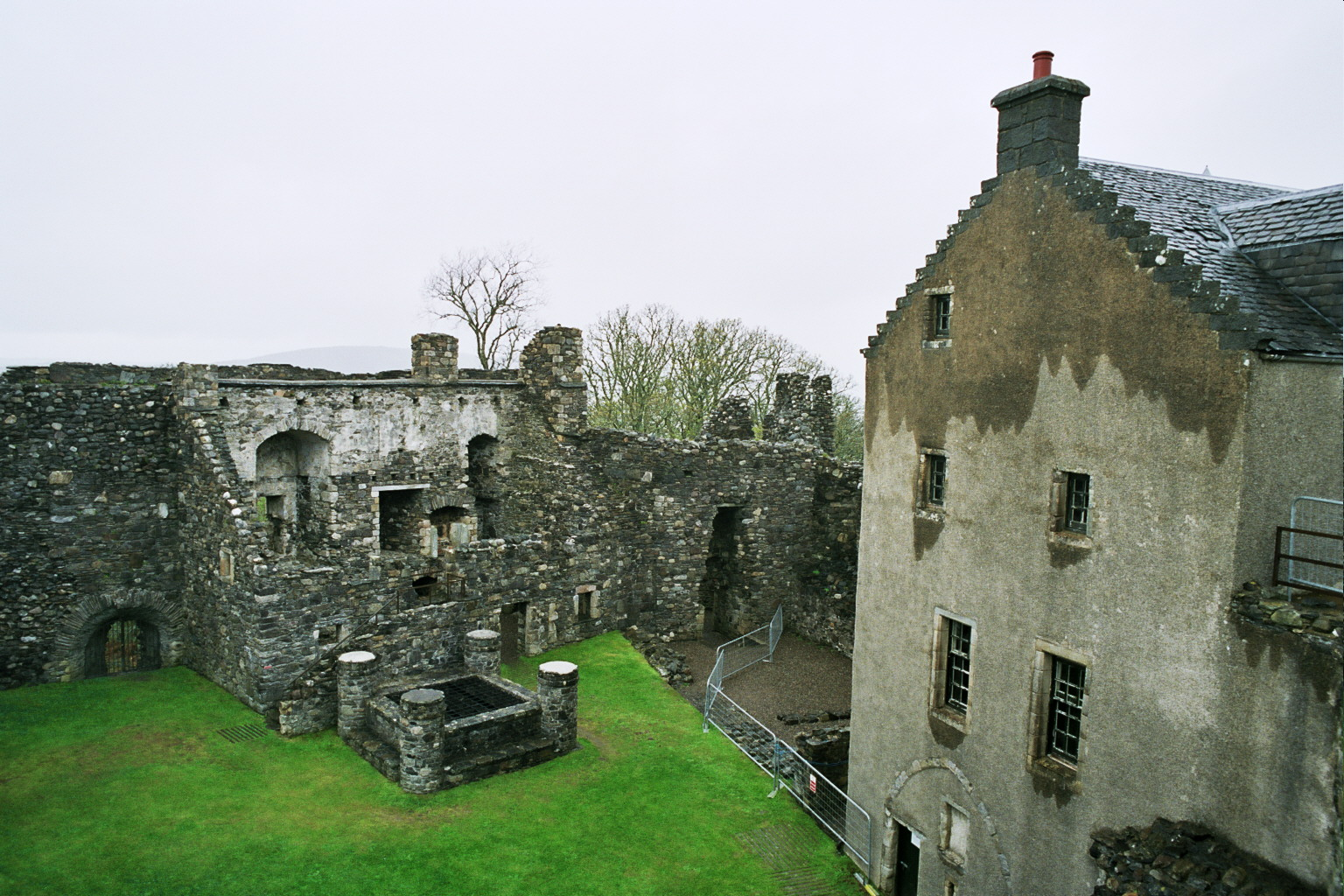
Le corps de garde vu du parapet.
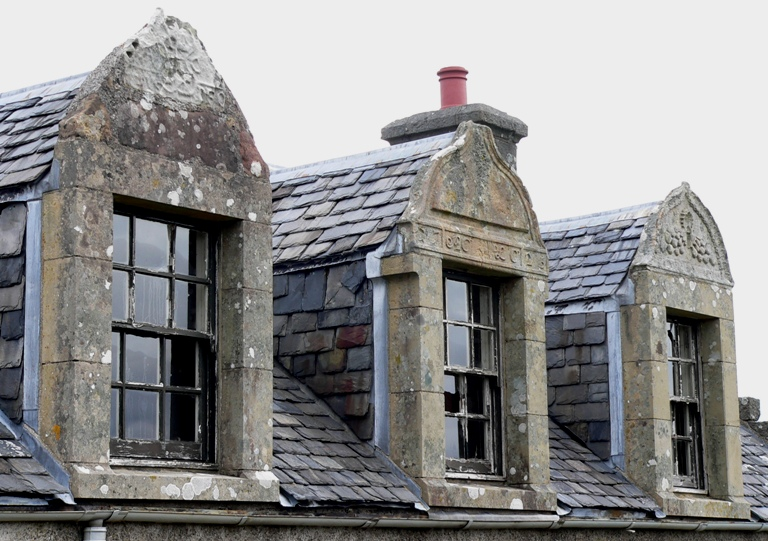
Détails des lucarnes.
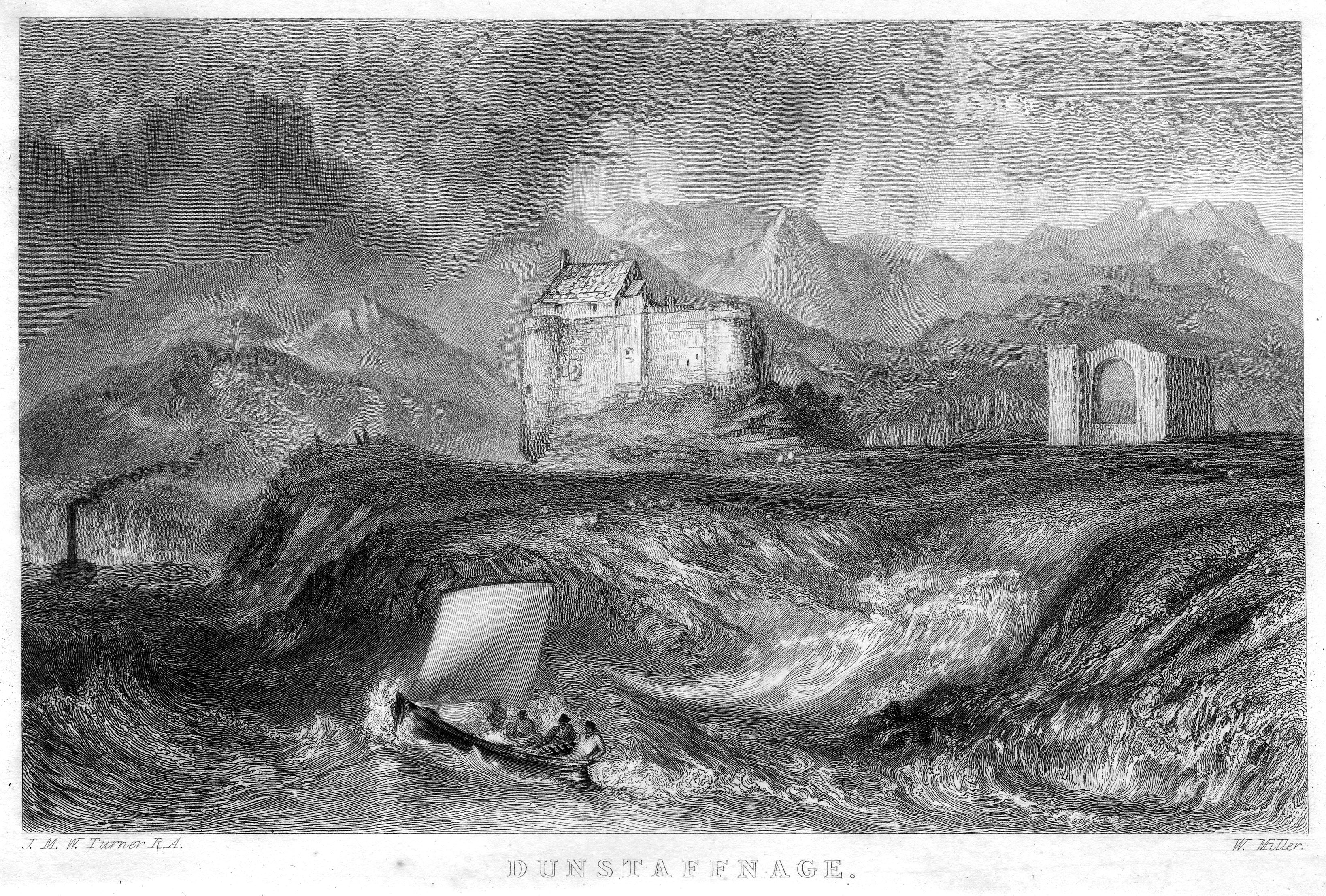
Gravure de 1836 où le corps de garde s'élève au-dessus du château.

### Rangées de bâtiments

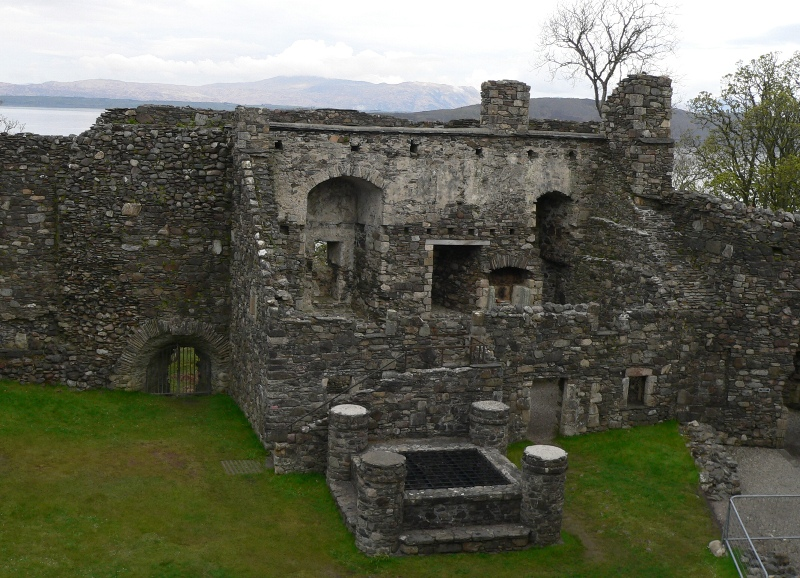
Rangée modifiée en une maison à deux étages.

Il y avait deux rangées de bâtiments. La première se trouvait entre les tours nord et est, et il n'en reste plus que les fondations. C'était la principale rangée, qui abritait un grand hall au-dessus de celliers voûtés,. Le hall avait des fenêtres à doubles ogives décorées de motifs gravés, qui furent plus tard bouchées ; on peut discerner leur contour dans le mur d'enceinte est. La seconde rangée se dressait contre le mur nord-ouest et aurait été connectée à la première rangée par le donjon. Une cuisine se trouvait au rez-de-chaussée. En 1725, cette rangée fut modifiée en une maison à deux étages accessible par un escalier en pierre et surmontée des fenêtres qui font maintenant partie du corps du garde. Le puits en face est d'origine, mais la grande pierre qui l'entoure est du XIXe siècle.

## Chapelle de Dunstaffnage

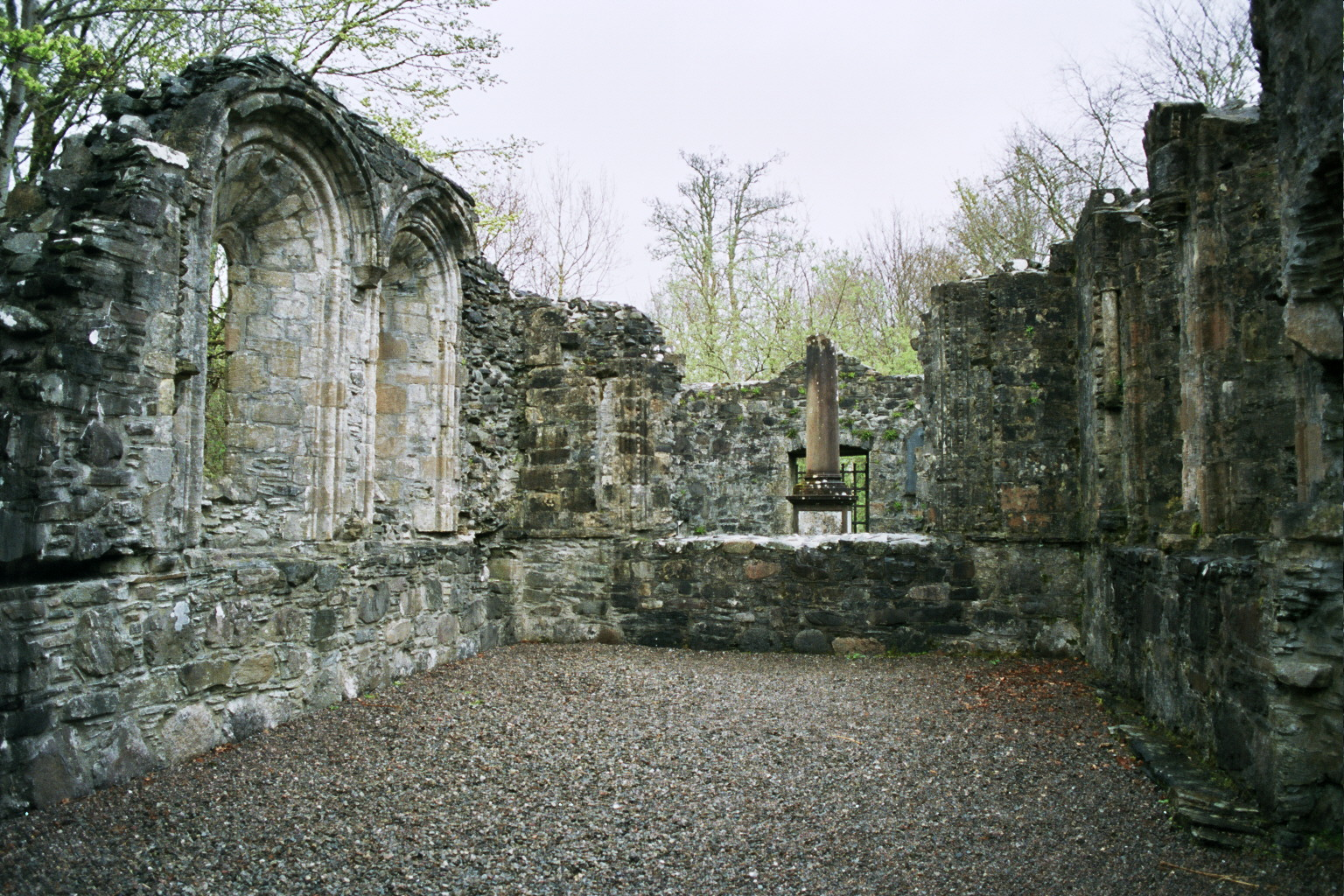
Extrémité est de la chapelle de Dunstaffnage, montrant les fenêtres en ogive et la partie pour l'inhumation au second plan.

Une chapelle en ruine du XIIIe siècle se trouve à environ 150 m au sud-ouest du château. Elle fut également construite par Donnchadh mac Dubhghaill, comme chapelle privée, et la maçonnerie détaillée est d'une qualité remarquable. La chapelle mesure 20 par 6 m et eut un toit en bois. Les fenêtres en ogives sont décorées par un motif appelé dog-tooth et ont des arcs minutieux à l'écartement large. La chapelle était déjà en ruine en 1740 lorsqu'une aile fut construite à l'extrémité est pour servir de sépulture aux capitaines de Dunstaffnage et à leurs familles.

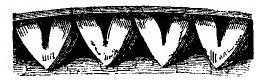
Le motif de décoration dog-tooth.

## Capitaine de Dunstaffnage
Traditionnellement, un officier appelé le Capitaine héréditaire de Dunstaffnage est responsable du château et de sa défense. Le poste existe toujours et, afin de conserver le titre (maintenant une sinécure sans signification militaire), le titulaire doit passer trois nuits par an dans le château. Aucune autre responsabilité ou privilège ne sont liés au poste,.

## Folklore
Un fantôme, connu comme ell-maid of dunstaffnage hanterait le château. Il s'agit d'un type de brownie (ou gruagach en gaélique) dont les apparitions seraient associées avec des évènements dans la vie des gardiens héréditaires.